# Theodor Reuss
Theodor Reuss (Reuß) (Augusta, 28 giugno 1855 – Monaco di Baviera, 28 ottobre 1923) è stato un esoterista tedesco interessato al tantrismo.
Fu a capo dell'Ordo Templi Orientis. Fu anche cantante, spia e giornalista.

## Biografia
Nato ad Augusta in Germania nel 1855, Reuss lavorò come cantante di genere music hall con lo pseudonimo di Charles Theodor; la sua controversa carriera di cantante durò fino a quando una malattia gli fece perdere la voce. Non sono provate dal punto di vista storico la conoscenza con re Ludovico II di Baviera e il musicista Richard Wagner, per il quale avrebbe debuttato alla prima del Parsifal nel 1882.
Reuss lavorò come corrispondente estero e come redattore per diverse testate giornalistiche inglesi e tedesche, anche a Londra. Dal 1878 scrisse per il Times come corrispondente di guerra nei Balcani, e dal 1882, in Bosnia ed Erzegovina.
Il 9 novembre 1876, Reuss fu iniziato in Massoneria a Londra, nella loggia massonica "Pilger Loge No. 238" della Gran Loggia Unita d'Inghilterra, promosso al grado di compagno nel 1877 ed elevato a Maestro l'anno successivo. Nel 1881 fu escluso dalla loggia a causa della sua attività politica, marcatamente orientata al socialismo utopistico. Da quel momento in poi non appartenne più formalmente alla massoneria "regolare".
Dopo l'incontro con Helena Petrovna Blavatsky, nel 1885 si unì alla loggia teosofica di Londra, sede della Società Teosofica inglese, che dieci anni più tardi si divise in due organizzazioni concorrenti: la Società Teosofica di Adyar (Adyar-TG), e la Società Teosofica d'America (TGinA). Reuss aderì alla seconda il 30 agosto 1896, sotto la guida di Franz Hartmann, vicepresidente della sezione europea della TGinA, con sede in Germania. Insieme ai confratelli Franz Hartmann e Henry Klein, Reuss fondò il Rito massonico di Memphis e Misraim.

Secondo Rudolf Steiner: "Questo ordine tedesco di Misraim è sotto la guida di un certo Reuss, che occupa oggi il ruolo di capo effettivo di questo Ordine sia in Gran Bretagna che in Germania. Anche il noto Carl Kellner lavora in questa direzione. L'opera letteraria vera e propria è nelle mani del dottot Franz Hartmann, che con la sua penna serve questo rito di Misraim al massimo livello.".
Dal 1902 Rudolf Steiner fu segretario generale della sezione tedesca della Società Teosofica di Adyar. Alcune fonti attestano che nel 1906 Steiner abbia comprato da Reuss i titoli di vice Gran Maestro (Rex Summus X° Sanctissimus) dell'Ordo Templi Orientis (OTO) e del capitolo di Memphis-Misraim, nonché del Gran Consiglio della Loggia rosicruciana "Mystica Aeterna" di Berlino, al prezzo di 1.500 marchi dell'epoca.
A cavallo fra il 1933 e il 1934, Marie von Sivers, moglie di Steiner, affermò che suo marito era membro della Mystica Aeterna, in un articolo a cura della medesima casa editrice che pubblicava le riviste mensili Anthroposophische Gesellschaft (sul tema della vita spirituale libera), e Die Drei: Anthroposophie.

Nel 1906 Steiner divenne vice gran maestro dell'Ordo Templi Orientis, da cui in seguito si separò definitivamente . Steiner e Reuss aderivano in egual modo alla tradizione rosicruciana, teosofica e neognostica. Entrambi sarebbero stati membri dell''Ordo Rosicrucianum, sostenendo le logge di adozione, alcune delle quali di orientamento massonico. 
Steiner rigettò la forma libertino-gnostica degli alti gradi cui appartennero Reuss e Aleister Crowley. Fra il 1912 e il 1913, Steiner fondò la Società Antroposofica (Anthroposophische Gesellschaft) , terminando la propria collaborazione con Reuss l'anno seguente. 

A seguito di contatti probabilmente iniziati a partire dal 1906, nel 1910 Steiner incontrò a Berlino il Dr. Robert William Felkin, fondatore dell'ordine Stella Mattutina, organizzazione esoterica che si sostituì all'Ordine Ermetico della Golden Dawn. Crowley, membro di quest'ultima, persuase numerosi membri ad entrare nella Società Teosofica d'Inghilterra. Né Steiner né Felkin aderirono alla corrente libertino-gnostica di Reuss o Crowley.
Agli inizi del XX secolo, Reuss fu impegnato ad importare e gestire in Germania vari riti irregolari e concesse "brevetti" per fondazioni straniere. Nei circoli massonici regolari era considerato un impostore. Nel 1906 il suo sistema era composto da 44 logge (alcune delle quali esistevano solo sulla carta) ed indicativamente da 1.100 membri.
Dopo il disconoscimento della Gran Loggia di Germania, presero le distanze da Reuss anche alcune delle logge non regolari che aveva contribuito a fondare. Fu quindi espulso dalla Societas Rosicruciana in Anglia (SRIA). Dal 1907 le due associazioni iniziarono a disgregarsi. In questo periodo, stringe amicizia col medico Gérard Encausse (Papus), attivo nella massoneria irregolare ed esoterica europea, il quale lo introduce nell'ordine martinista.
Una svolta importante per Reuss arrivò nel 1901, quando entrò in contatto con l'occultista John Yarker, figura centrale della Massoneria irregolare britannica del quarto di secolo precedente, e con William Wynn Westcott, capo della Societas Rosicruciana in Anglia (SRIA). Tra il 1901 e il 1902, Yarker e Westcott fornirono a Reuss diverse indicazioni per poter costituire gruppi esoterici in Germania, tra i quali il rito svedese di Emanuel Swedenborg. Westcott acconsentì che i rosicruciani aprissero un proprio istituto di istruzione a Berlino.
Reuss fu iniziato al Rito scozzese antico ed accettato nella variante "irregolare" di Cernau, e, per tramite di Jarker, fu ammesso anche alla variante (pure "irregolare") del "Rito Antico e Primitivo di Memphis e Misraim", dal quale discendeva il rito di Memphis e Misraim da lui introdotto in Germania. Westcott fu uno dei fondatori dell'Ordine Ermetico dell'Alba Dorata.